# 讷韦勒莱克罗马里
讷韦勒莱克罗马里（法語：Neuvelle-lès-Cromary，法語發音：[nøvɛl lɛ kʁɔmaʁi]，意为“克罗马里附近的讷韦勒”）是法国上索恩省的一个市镇，属于沃苏勒区。

## 地理
讷韦勒莱克罗马里（47°23'42"N, 6°4'30"E）面积6.29 平方千米，位于法国勃艮第-弗朗什-孔泰大區上索恩省，该省份为法国东部内陆省份，北起顺时针与孚日省、贝尔福地区省、杜省、汝拉省、科多尔省和上马恩省接壤。
与讷韦勒莱克罗马里接壤的市镇（或旧市镇、城区）包括：里奥、尚博尔奈莱贝勒沃、索朗莱布勒雷、特赖蒂耶方丹。

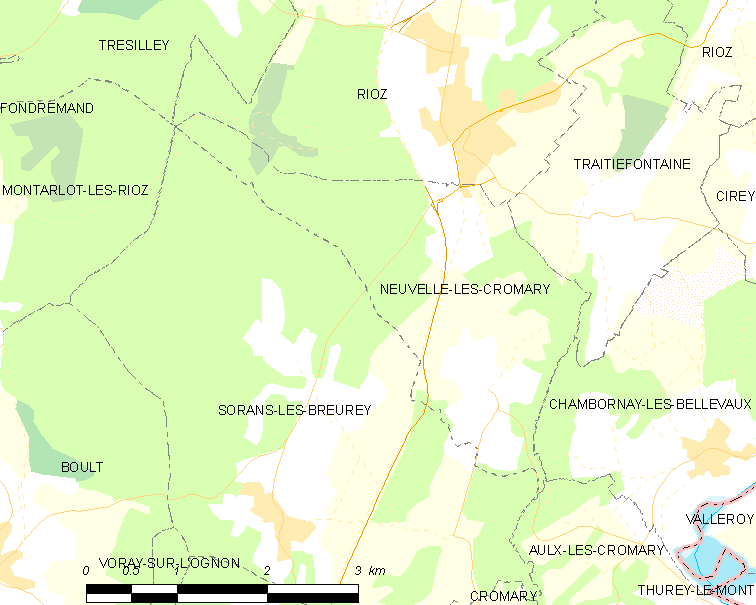
讷韦勒莱克罗马里的OSM定位图

讷韦勒莱克罗马里的时区为UTC+01:00、UTC+02:00（夏令时）。

## 行政
讷韦勒莱克罗马里的邮政编码为70190，INSEE市镇编码为70383。

## 政治
讷韦勒莱克罗马里所属的省级选区为里奥县。

## 人口

1962-2008年间讷韦勒莱克罗马里人口变化图示

讷韦勒莱克罗马里于2022年1月1日时的人口数量为441人。